# Arabische Schriftstellervereinigung
Die Arabische Schriftstellervereinigung (arabisch اتحاد الكتاب العرب, DMG Ittiḥād al-Kuttāb al-ʿArab; engl. Arab Writers Union, Abk. AWU) oder Arabische Schriftstellerunion usw. wurde 1969 in Damaskus gegründet. Zu ihren  Gründern zählte der syrische Schriftsteller Hanna Mina. Sie hat nach Zwischenstation in Kairo mittlerweile in Abu Dhabi – der Hauptstadt des Emirats Abu Dhabi und der Vereinigten Arabischen Emirate (VAE) – ihren Sitz. In der Zeitung Achbar al-Adab / أخبار الأدب (Nr. 426, Sonntag, 9. September 2001) wurde eine Liste der 100 besten arabischen Romane veröffentlicht, die von der Vereinigung als die hundert besten eingestuft worden waren.